# Peter and Wendy
Peter and Wendy, later uitgebracht onder de titel Peter Pan, is een kinderboek van de Schotse schrijver J.M. Barrie, voor het eerst uitgegeven in 1911.
Het boek gaat over de ondeugende, goedhartige jongen Peter Pan. Hij lokt andere kinderen naar het eiland Nooitgedachtland dat bewoond wordt door indianen, piraten en zeemeerminnen.
Barrie had voor die tijd al eerdere versies uitgegeven.
- The Little White Bird uit 1902 is een boek dat niet zozeer voor kinderen bedoeld is. Er zitten wel fantasie-elementen in met o.a. Een verhaal over Peter Pan.
- Het toneelstuk Peter Pan or The Boy Who Would Not Grow Up werd voor het eerst opgevoerd op 27 december 1904 in het Duke of York's Theater. Dit stuk werd gepubliceerd in 1928.
- In 1906 werd het gedeelte van The Little White Bird waarin Peter Pan voorkomt, gepubliceerd als kinderboek onder de titel Peter Pan in Kensington Gardens. Het werd geïllustreerd door Arthur Rackham.

Barrie herschreef het toneelstuk Peter Pan or The Boy Who Would Not Grow Up in 1911 als een roman getiteld Peter and Wendy.

## Ontstaan

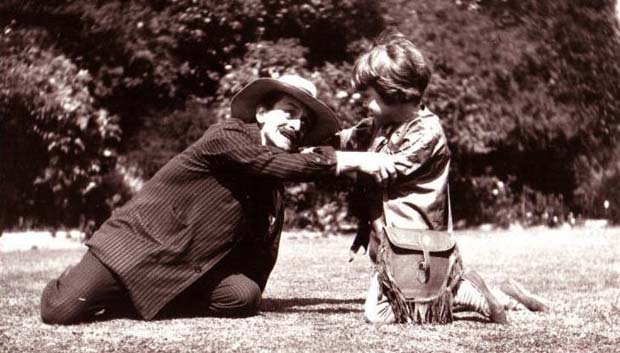
J.M. Barrie speelt kapitein Haak en Michael Llewelyn Davies speelt Peter Pan

De oorsprong van het verhaal ligt in de vriendschap tussen de schrijver en het gezin Davies. Dit gezin kreeg een aantal tragedies te verwerken. De vader stierf en een aantal jaren later ook de moeder. In de tussentijd stierf ook een van de kinderen, David. De moeder van Barrie zei hierop dat David voor altijd een jongen zou blijven. Dit was een troost voor Barrie en het inspireerde hem tot het schrijven van een verhaal over een jongen die nooit volwassen wordt. Verschillende personages uit het boek zijn genoemd naar kinderen uit de Davies-familie. De hoofdpersoon is genoemd naar Peter (een van de kinderen) en de Griekse God Pan.
Bij zijn overlijden in 1937 schonk J.M. Barrie de auteursrechten van Peter Pan aan het Great Ormond Street Hospital in Londen.

## Synopsis

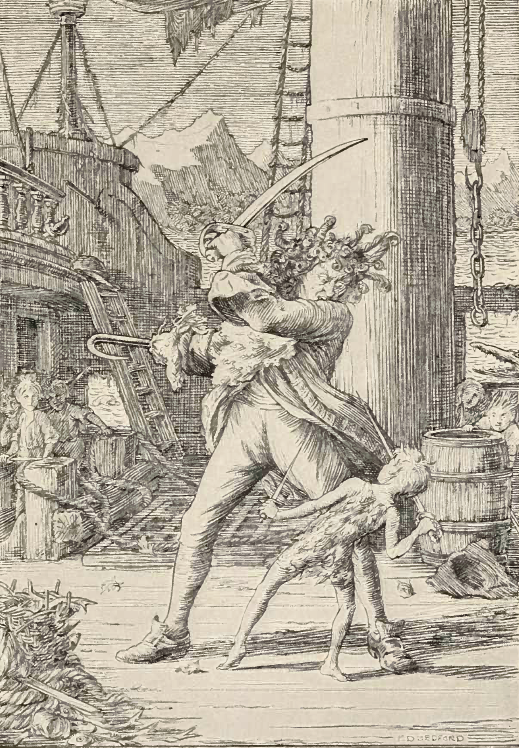
Peter Pan in gevecht met kapitein Haak

Het verhaal begint in de Londense wijk Bloomsbury. Hier woont de familie Darling. Peter komt hier 's avonds luisteren naar de verhalen die de moeder aan de kinderen vertelt voordat ze naar bed gaan. Op een avond wordt hij betrapt en tijdens het vluchten verliest hij zijn schaduw. Peter komt later terug om zijn schaduw te halen. Wendy, de oudste van de kinderen, weet deze weer aan het lichaam van Peter te bevestigen. Omdat Wendy veel verhalen kent, vraagt hij haar om mee te vliegen naar het magische Nooitgedachtland (Neverland), in sommige vertalingen Nimmerland, zodat zij daar als een moeder voor hem en de Verloren jongens (Lost Boys) kan zorgen. Samen met de andere kinderen vliegen ze naar Nooitgedachtland.
Eenmaal in de buurt van het eiland blijkt het er toch niet zo veilig te zijn. Ze worden bijna uit de lucht geschoten door een kanonskogel. Eenmaal op het eiland wordt Wendy bijna gedood door Tootles, een van de verloren jongens. Wendy neemt de zorg voor de verloren jongens op zich en op hun beurt bouwen ze een huis voor haar. Wendy ontdekt dat de dingen heel anders gaan in deze nieuwe omgeving en is vaak jaloers op Tinkerbel en Tijgerlelie. De kinderen beleven samen met Peter Pan de nodige avonturen. In één geval ziet Peter de dood in de ogen maar echt bang is hij niet aangezien hij de dood gewoon als nieuw avontuur ziet. Ondertussen wordt de strijd met kapitein Haak steeds grimmiger.
Uiteindelijk geven de kinderen aan weer terug naar huis te willen. Ook de verloren jongens willen terug. Kapitein Haak neemt de kinderen bij hun vertrek gevangen en doet een poging om Peter te vergiftigen. Peter weet met een list aan boord van Haaks schip te komen. Tijdens het gevecht weet hij Haak overboord te gooien in de bek van de krokodil. Net voor zijn dood troost Haak zich met de gedachte dat dit wel heel ongemanierd was van Peter. Eenmaal in Londen belooft Peter dat hij elk jaar terug zal komen.
Barrie voegde nog een hoofdstuk toe waarin Peter Pan jaren later terugkeert en ontdekt dat Wendy volwassen is geworden, getrouwd is met een van de verloren jongens en zelf een dochter heeft gekregen. Pan is teleurgesteld maar neemt haar dochter wel mee naar Nooitgedachtland voor een nieuw avontuur. Hiermee is de cirkel weer rond, aangezien gehint wordt dat Wendy's moeder vroeger ook op Nooitgedachtland is geweest.

## Personages

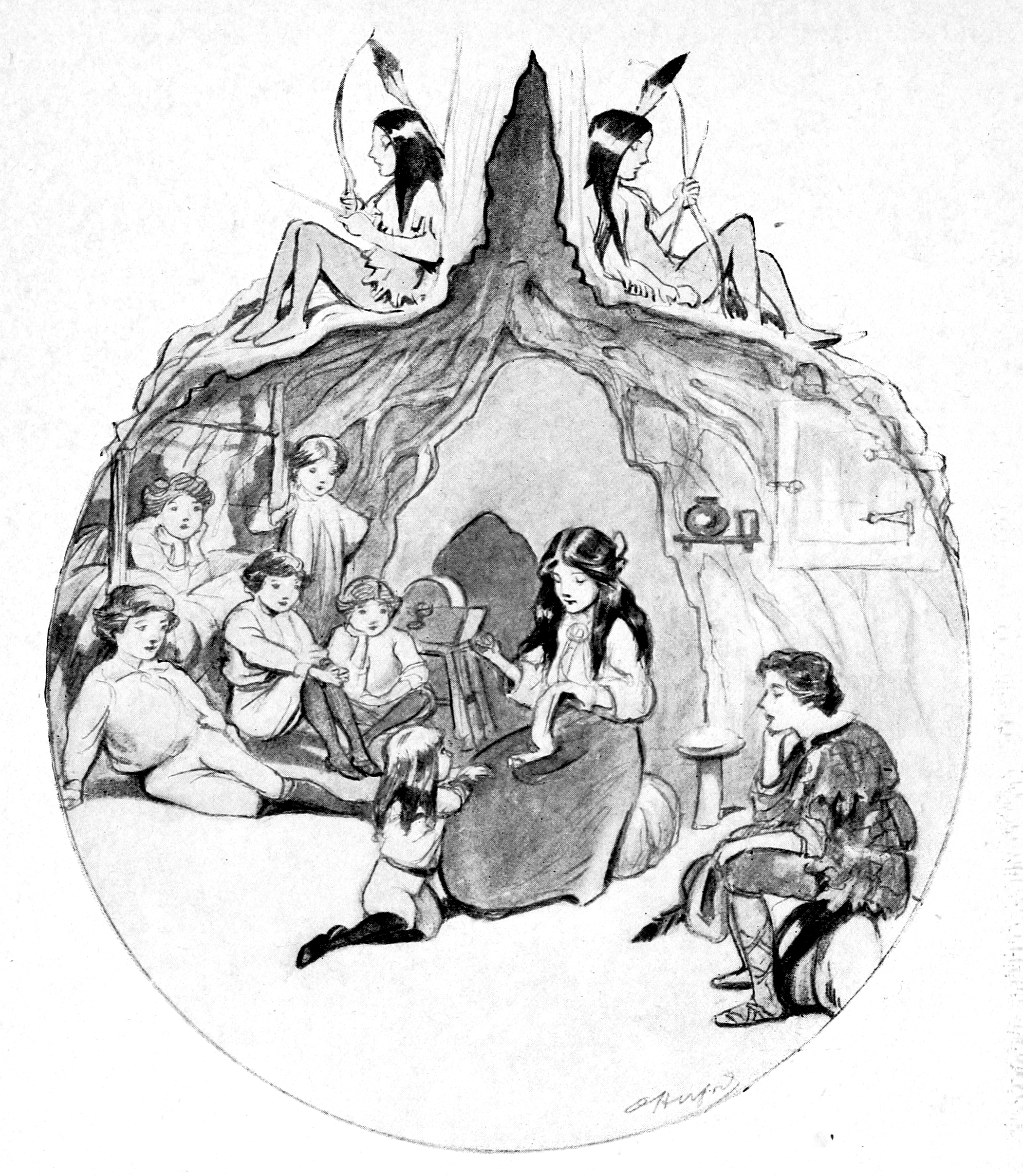
Wendy Schat herstelt de kleren van de Verloren Jongens

- Peter Pan is niet de hoofdpersoon van het verhaal, want dat is Wendy. Peter is roekeloos en nergens bang voor, behalve voor ouders en voor volwassen worden. Hij is de enige die zelf kan vliegen zonder de hulp van Tinkelbel. Hij draagt een pak dat is gemaakt van bladeren en hij speelt panfluit. Hoewel hij de leiding heeft, gedraagt hij zich onverantwoord.
- Wendy Schat (Wendy Darling) is de hoofdpersoon en oudste kind van het gezin Darling. Ze neemt de moederrol op zich voor Peter Pan en de verloren jongens.
- Jan Schat (John Darling) wil juist volwassen zijn en neemt graag de vaderrol op zich. Hij neemt de leiding op de momenten dat Peter Pan er niet is.
- Michiel Schat (Michael Darling) is de jongste van de kinderen.
- Tinkelbel, of kortweg Tink, is een klein lichtgevend elfje. Ze is verliefd op Peter Pan en ziet Wendy en Tijgerlelie als bedreigingen. Ze doet een poging om Wendy door de piraten te laten doden. Op het toneel werd ze vaak als lichtvlek getoond.
- Tijgerlelie is de dochter van het opperhoofd van de Indianen in Neverland. Ze is verliefd op Peter Pan en jaloers op Wendy en Tinkelbel.
- De Verloren jongens zijn zes jongens, waaronder een tweeling, die op het eiland wonen. Ze hebben elk hun eigen karakter. Peter Pan heeft ze onder hun hoede genomen, omdat ze in Kensington Gardens uit de kinderwagen zijn gevallen en door hun moeders vergeten zijn.
- Kapitein Haak (Captain Hook) is de aanvoerder van een groep niet al te snuggere piraten.
- Vetje (Mr. Smee) is de persoonlijk assistent van Haak. Hij is dan wel piraat, maar kan zelf geen vlieg kwaad doen.
- De zeemeerminnen leven in een lagune. Ze zijn beeldschoon, maar ook levensgevaarlijk, behalve voor Peter Pan.
- De krokodil is de enige waar kapitein Haak bang voor is. Haak is werkelijk doodsbang. Peter Pan heeft ooit de hand van Haak afgehakt en aan de krokodil gevoerd en sindsdien heeft deze de smaak te pakken. Hij heeft ook een wekker ingeslikt, zodat er constant getik uit zijn buik komt. Hierdoor kan Haak hem horen aankomen.

## Symboliek

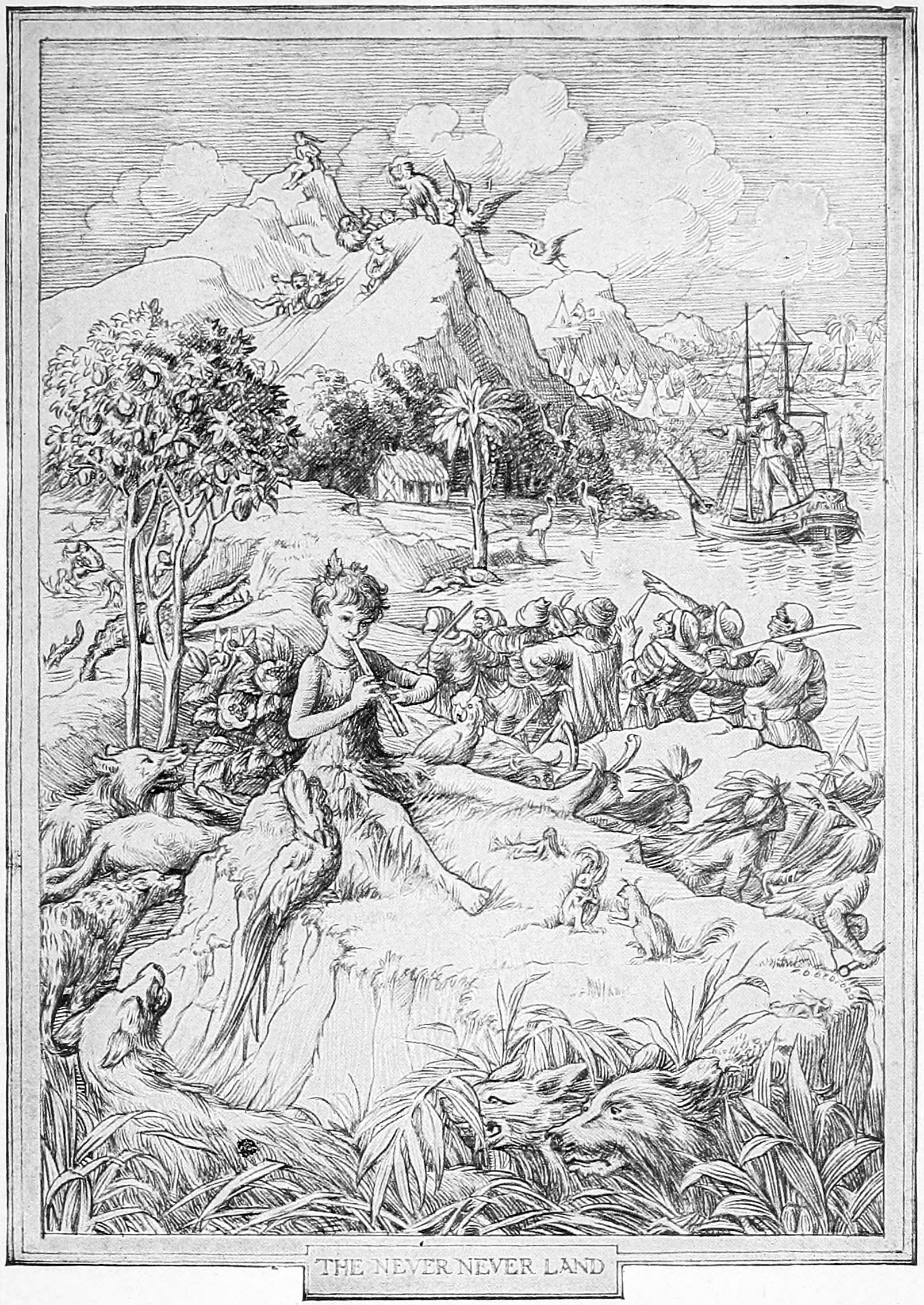
Peter Pan speelt de panfluit

Er is veel gespeculeerd over de symboliek achter het verhaal. Het boek hint wel op een ontluikende liefde tussen Peter en Wendy. Zij is mogelijk verliefd op hem maar hijzelf zoekt juist een moederfiguur. Mogelijk duidt dit op een oedipuscomplex.
Het verhaal wordt soms geïnterpreteerd als een sprookje met seksuele ondertonen. Peter heeft de behoefte aan een moederlijk type van zijn eigen leeftijd, maar heeft conflicterende gevoelens ten opzichte van Wendy, Tijgerlelie en Tinkelbel (die verschillende vrouwelijke archetypen representeren). Het gevecht met kapitein Haak staat symbool voor de strijd met de vaderfiguur. Op het podium wordt de rol van de vader van Wendy en die van kapitein Haak door dezelfde acteur gespeeld. Het is niet duidelijk of dit oorspronkelijk gedaan werd om een acteur uit te sparen of toch om de symbolische betekenis. Peter Pan is de enige die niet de stap naar volwassenheid wil of durft te maken. Hij probeert anderen te verleiden om ook kind te blijven maar slaagt hier niet in, wat het tragisch maakt.
De rol van Peter Pan werd oorspronkelijk door een actrice gespeeld.
Een ander thema, dat minder prominent aan bod komt, is wraak. Kapitein Haak is door toedoen van Peter Pan zijn hand kwijt geraakt en doet alles om deze daad te vergelden. Hij had ook als piraat de zeeën kunnen bevaren maar koos ervoor om jarenlang op Peter Pan te jagen en uiteindelijk te sterven, dit tot grote ontevredenheid van zijn bemanning die veel liever op rooftocht zou gaan.

## Verfilmingen
Dit verhaal is nu wereldberoemd, onder meer dankzij de eerste filmversie uit 1924, de Disney-tekenfilm uit 1953, de Peter Pan (2003) van P.J. Hogan (waarin Jason Isaacs, Lynn Redgrave & Rachel Hurd-Wood spelen), de televisiefilm uit 1976 en de speelfilm Hook van Steven Spielberg uit 1991. De titel van laatstgenoemde film verwijst naar kapitein Haak, Peter Pan is in deze film inmiddels volwassen geworden en wordt door Tinkerbel opnieuw naar het in nood verkerende Nooitgedachtland gehaald. Zijn krachten zijn echter verdwenen en Tinkerbel besluit Peter Pan opnieuw te trainen, maar er is nog maar weinig tijd voor het gevecht dat met kapitein Haak plaats moet vinden.
Ook verschenen tekenfilmseries op de televisie zoals The Adventures of Peter Pan van Saban en Peter Pan & the Pirates van Fox.
Het verhaal over de vriendschap tussen Barrie en de familie Davies en de creatie van Peter Pan wordt vertolkt in de film Finding Neverland uit 2004.
De Disney animatiefilm werd in 2023 verfilmd tot een live-action film, genaamd Peter Pan & Wendy, geregisseerd door David Lowery. In januari 2025 verscheen een horrorvertelling onder de titel Peter Pan's Neverland Nightmare, die deel uitmaakt van de filmsreeks The Twisted Childhood Universe.

## Invloed
Weinige werken in de Engelse literatuur hebben de spreektaal met zoveel woorden en uitdrukkingen verrijkt als Peter Pan. Een volwassene die in Engeland een "Peter Pan" genoemd wordt, heeft een jong of nog onvolwassen uiterlijk, met "Neverland" wordt een fantasievol droombeeld bedoeld en een "Wendy House" verwijst naar een speelhuisje. In de psychologie wordt de onofficiële term syndroom van Peter Pan gebruikt voor mannen die niet volwassen durven te worden. Een populaire opvatting is dat ook de naam Wendy bedacht is door Barrie, maar de naam kwam eind 19e eeuw al op beperkte schaal voor. Wel is de naam door Barrie populair geworden.
Op visueel gebied is de erfenis van het werk nog veel groter. Decennialang hebben bekende kunstenaars het boek geïllustreerd. Bovendien zorgde Walt Disneys film uit 1953 ervoor dat het werk een immens publiek kreeg. Voor velen legde de film definitief het portret vast van menig personage uit het boek. Dit werd zichtbaar in Return to Never Land, het vervolg uit 2002.